# 레오 퐁
레오 퐁(Leo Fong, 1928년 11월 23일~2022년 2월 18일)은 중화인민공화국의 배우, 작가, 각본가, 영화 프로듀서, 영화 감독이다.

## 출연 작품

### 영화
- Machete Maidens Unleashed!(2010년)
- 케이지 2(1994년)
- 쇼다운(1993년)
- 호크아이(1988년)
- 나부락의 LA 대결전(1987년)
- 머더 인 더 오리엔트(1974년)